# 门根县
门根县（英語：Mangan district）是印度锡金邦的一个县。原稱北锡金县（North Sikkim district），2021年改今名。下轄瓊塘鄉、門根鄉。县治门根，位於門根鄉境內。
该县面积4,226平方公里，为锡金面积最大的县。居民以尼泊尔人为主。境內有錫金王國舊都杜姆隆格。最高峰为干城章嘉峰，位于该县与尼泊尔交界处，海拔超过8000米。